# Plagiothecium tjuzenii
Plagiothecium tjuzenii är en bladmossart som beskrevs av Iishiba 1932. Plagiothecium tjuzenii ingår i släktet sidenmossor, och familjen Plagiotheciaceae. Inga underarter finns listade i Catalogue of Life.